# شابطة (الشغادرة)

تعديل مصدري - تعديل

شابطة هي إحدى قرى عزلة جبل الشغادرة بمديرية الشغادرة التابعة لمحافظة حجة، بلغ تعداد سكانها 1183 نسمة حسب تعداد اليمن لعام 2004.